# 傑拉許山
74°59′S 162°26′E / 74.983°S 162.433°E
傑拉許山（英語：Mount Gerlache），是南極洲的山峰，位於維多利亞地的斯科特海岸，處於拉森冰川東南岸，海拔高度980米，由英國探險隊發現，現時由南極條約體系管理。